# Eupterote acesta
Eupterote acesta är en fjärilsart som beskrevs av Swinhoe. Eupterote acesta ingår i släktet Eupterote och familjen Eupterotidae. Inga underarter finns listade i Catalogue of Life.